# Copa Verde 2016
La Copa Verde 2016 fue la tercera edición del torneo que reúne equipos de la región norte y la región centro-oeste incluyendo el Estado de Espírito Santo. El torneo es organizado por la Confederación Brasileña de Fútbol, con un formato de disputa de partidos de ida y vuelta pasando solo un equipo a la siguiente fase.
Para esta edición, serán 18 los equipos participantes de esta copa, los cuales clasifican por su desempeño en el respectivo campeonato estatal y su posición en el ranking de la CBF. Mediante el desempeño en el campeonato estatal, clasifican 12 equipos mientras que por su posición en el ranking de la CBF, clasifican los cuatro mejores equipos ubicados.

## Sistema de juego
Con la inclusión del Estado de Goiás y de dos participantes más a la competición, se creó una fase preliminar en la cual se enfrentarán, en dos llaves, dos equipos jugando llaves de ida y vuelta.
Los dos ganadores de esta fase se enfrentarán con un equipo ya plantado en los octavos de final. Luego, se jugarán partidos de ida y vuelta para definir el paso a cuartos de final. Las demás fases (cuartos de final, semifinal y final) se jugarán de igual manera a dos partidos.

### Criterios de desempate
Los criterios de desempate de la competición son:
- Mayor número de goles marcados.
- Mayor número de goles marcados como visitantes.
- Tiros desde el punto penal.

## Equipos participantes
La distribución de los cupos es:
- Amazonas: 2 cupos.
- Distrito Federal: 2 cupos.
- Acre: 1 cupo.
- Amapá: 1 cupo.
- Espírito Santo: 1 cupo.
- Goiás: 1 cupo.
- Mato Grosso: 1 cupo.
- Mato Grosso del Sur: 1 cupo.
- Pará: 1 cupo.
- Rondônia: 1 cupo.
- Roraima: 1 cupo.
- Tocantins: 1 cupo.

### Clasificados por campeonatos estatales
Los equipos clasificados fueron:
| País                        | Equipo                   | Vía de clasificación                                                                   |
| --------------------------- | ------------------------ | -------------------------------------------------------------------------------------- |
| Acre 1 cupo                 | Río Branco - AC          | Campeón de Campeonato Acreano 2015                                                     |
| Amapá 1 cupo                | Santos - AP              | Campeón de Campeonato Amapaense 2015                                                   |
| Amazonas 2 cupos            | Nacional - AM Fast Clube | Campeón del Campeonato Amazonense 2015 Campeón de la Copa Amazonas 2015                |
| Distrito Federal 2 cupos    | Gama Brasília            | Campeón del Campeonato Metropolitano 2015 Subcampeón del Campeonato Metropolitano 2015 |
| Espírito Santo 1 cupos      | Espírito Santo           | Campeón de la Copa Espiríto Santo 2015                                                 |
| Goiás 1 cupos               | Aparecidense             | Subcampeón del Campeonato Goianiense 2015                                              |
| Mato Grosso 1 cupos         | Cuiabá                   | Campeón del Campeonato Matogrossense 2015                                              |
| Mato Grosso del Sur 1 cupos | Comercial - MS           | Campeón del Campeonato Sul-Matogrossense 2015                                          |
| Pará 1 cupos                | Remo                     | Campeón del Campeonato Paraense 2015                                                   |
| Rondônia 1 cupos            | Genus                    | Campeón del Campeonato Rondoniense 2015                                                |
| Roraima 1 cupos             | Náutico - RR             | Campeón del Campeonato Roraimense 2015                                                 |
| Tocantins 1 cupos           | Interporto               | Campeón del Campeonato Tocantinense 2015                                               |

### Clasificados por ranking de la CBF
| País                   | Equipo                   | Vía de clasificación               |
| ---------------------- | ------------------------ | ---------------------------------- |
| Goiás 1 cupo más       | Vila Nova                | Clasificados por ranking de la CBF |
| Mato Grosso 1 cupo más | Luverdense               | Clasificados por ranking de la CBF |
| Pará 2 cupos más       | Paysandu Águia de Marabá | Clasificados por ranking de la CBF |

## Cuadro del campeonato
- Toda la organización de los juegos se encuentra en la página de la CBF.[8]

### Fase preliminar
- La hora de cada encuentro corresponde al huso horario que rige a Brasil (UTC-4 en Amazonas, Mato Grosso, Mato Grosso del Sur, Rondonia y Roraima; UTC-3 en Brasilia, regiones sur, sudeste y nordeste; UTC-2 en algunas islas ubicadas en Pernambuco, Río Grande del Norte, etc.).

En la fase preliminar del campeonato, se enfrentarán Fast Clube y Águia de Marabá (Juego 1) en una llave mientras que Vila Nova y Brasília (Juego 2) se enfrentarán para definir los clasificados a los octavos de final.
| 6 de febrero de 2016, 18:00 | Fast Clube | 0:1 (0:1) | Águia de Marabá | Arena da Amazônia, Manaus |  |
|                             |            | Reporte   | Bernardo 9'     |                           |  |

| 17 de febrero de 2016, 21:30 | Águia de Marabá                | 3:0 (3:0) | Fast Clube | Estadio Zinho Oliveira, Marabá |  |
|                              | Flamel 12' 32' · Joãozinho 14' | Reporte   |            |                                |  |

| 18 de febrero de 2016, 20:15 | Brasília           | 1:1 (0:1) | Vila Nova         | Estadio Mané Garrincha, Brasilia |  |
|                              | Michel Platini 86' | Reporte   | Diego Cardoso 36' |                                  |  |

| 3 de marzo de 2016, 21:30 | Vila Nova    | 1:0 (0:0) | Brasília | Estadio Serra Dourada, Goiania |  |
|                           | Frontini 75' | Reporte   |          |                                |  |

### Fase final
|  | Octavos de final | Octavos de final | Octavos de final |               |   | Cuartos de final           | Cuartos de final           | Cuartos de final           |  |  | Semifinales      | Semifinales      | Semifinales      |  |  | Final          | Final          | Final          |
|  | 9 al 27 de marzo | 9 al 27 de marzo | 9 al 27 de marzo |               |   | 23 de marzo al 13 de abril | 23 de marzo al 13 de abril | 23 de marzo al 13 de abril |  |  | 20 y 23 de abril | 20 y 23 de abril | 20 y 23 de abril |  |  | 3 y 10 de mayo | 3 y 10 de mayo | 3 y 10 de mayo |
|  |                  |                  |                  |               |   |                            |                            |                            |  |  |                  |                  |                  |  |  |                |                |                |
|  |                  |                  |                  |               |   |                            |                            |                            |  |  |                  |                  |                  |  |  |                |                |                |
|  |                  |                  |                  |               |   |                            |                            |                            |  |  |                  |                  |                  |  |  |                |                |                |
|  | Fast Clube       | 1                | 0                |               |   |                            |                            |                            |  |  |                  |                  |                  |  |  |                |                |                |
|  | Fast Clube       | 1                | 0                |               |   |                            |                            |                            |  |  |                  |                  |                  |  |  |                |                |                |
|  | Paysandu         | 1                | 3                |               |   |                            |                            |                            |  |  |                  |                  |                  |  |  |                |                |                |
|  | Paysandu         | 1                | 3                | Paysandu      | 1 | 5                          |                            |                            |  |  |                  |                  |                  |  |  |                |                |                |
|  |                  |                  |                  |               | 1 | 5                          |                            |                            |  |  |                  |                  |                  |  |  |                |                |                |
|  |                  | Río Branco - AC  | 0                | 2             |   |                            |                            |                            |  |  |                  |                  |                  |  |  |                |                |                |
|  | Genus            | Río Branco - AC  | 0                | 2             | 2 | --                         |                            |                            |  |  |                  |                  |                  |  |  |                |                |                |
|  | Genus            |                  |                  |               | 2 | --                         |                            |                            |  |  |                  |                  |                  |  |  |                |                |                |
|  | Río Branco - AC  | 1                | --               |               |   |                            |                            |                            |  |  |                  |                  |                  |  |  |                |                |                |
|  | Río Branco - AC  | 1                | --               | Paysandu      | 2 | 4                          |                            |                            |  |  |                  |                  |                  |  |  |                |                |                |
|  |                  |                  |                  |               | 2 | 4                          |                            |                            |  |  |                  |                  |                  |  |  |                |                |                |
|  |                  | Remo             | 1                | 2             |   |                            |                            |                            |  |  |                  |                  |                  |  |  |                |                |                |
|  | Santos - AP      | Remo             | 1                | 2             | 3 | 2                          |                            |                            |  |  |                  |                  |                  |  |  |                |                |                |
|  | Santos - AP      |                  |                  |               | 3 | 2                          |                            |                            |  |  |                  |                  |                  |  |  |                |                |                |
|  | Nacional - AM    | 3                | 4                |               |   |                            |                            |                            |  |  |                  |                  |                  |  |  |                |                |                |
|  | Nacional - AM    | 3                | 4                | Nacional - AM | 1 | 0                          |                            |                            |  |  |                  |                  |                  |  |  |                |                |                |
|  |                  |                  |                  |               | 1 | 0                          |                            |                            |  |  |                  |                  |                  |  |  |                |                |                |
|  |                  | Remo             | 1                | 1             |   |                            |                            |                            |  |  |                  |                  |                  |  |  |                |                |                |
|  | Náutico - RR     | Remo             | 1                | 1             | 1 | 0                          |                            |                            |  |  |                  |                  |                  |  |  |                |                |                |
|  | Náutico - RR     |                  |                  |               | 1 | 0                          |                            |                            |  |  |                  |                  |                  |  |  |                |                |                |
|  | Remo             | 3                | 4                |               |   |                            |                            |                            |  |  |                  |                  |                  |  |  |                |                |                |
|  | Remo             | 3                | 4                | Paysandu      | 2 | 1                          |                            |                            |  |  |                  |                  |                  |  |  |                |                |                |
|  |                  |                  |                  |               | 2 | 1                          |                            |                            |  |  |                  |                  |                  |  |  |                |                |                |
|  |                  | Gama             | 0                | 2             |   |                            |                            |                            |  |  |                  |                  |                  |  |  |                |                |                |
|  | Comercial - MS   | Gama             | 0                | 2             | 0 | 0                          |                            |                            |  |  |                  |                  |                  |  |  |                |                |                |
|  | Comercial - MS   |                  |                  |               | 0 | 0                          |                            |                            |  |  |                  |                  |                  |  |  |                |                |                |
|  | Cuiabá           | 0                | 2                |               |   |                            |                            |                            |  |  |                  |                  |                  |  |  |                |                |                |
|  | Cuiabá           | 0                | 2                | Cuiabá        | 1 | 1                          |                            |                            |  |  |                  |                  |                  |  |  |                |                |                |
|  |                  |                  |                  |               | 1 | 1                          |                            |                            |  |  |                  |                  |                  |  |  |                |                |                |
|  |                  | Aparecidense     | 3                | 0             |   |                            |                            |                            |  |  |                  |                  |                  |  |  |                |                |                |
|  | Espírito Santo   | Aparecidense     | 3                | 0             | 0 | 0                          |                            |                            |  |  |                  |                  |                  |  |  |                |                |                |
|  | Espírito Santo   |                  |                  |               | 0 | 0                          |                            |                            |  |  |                  |                  |                  |  |  |                |                |                |
|  | Aparecidense     | 0                | 2                |               |   |                            |                            |                            |  |  |                  |                  |                  |  |  |                |                |                |
|  | Aparecidense     | 0                | 2                | Aparecidense  | 1 | 2                          |                            |                            |  |  |                  |                  |                  |  |  |                |                |                |
|  |                  |                  |                  |               | 1 | 2                          |                            |                            |  |  |                  |                  |                  |  |  |                |                |                |
|  |                  | Gama             | 3                | 1             |   |                            |                            |                            |  |  |                  |                  |                  |  |  |                |                |                |
|  | Vila Nova        | Gama             | 3                | 1             | 4 | 1                          |                            |                            |  |  |                  |                  |                  |  |  |                |                |                |
|  | Vila Nova        |                  |                  |               | 4 | 1                          |                            |                            |  |  |                  |                  |                  |  |  |                |                |                |
|  | Luverdense       | 0                | 0                |               |   |                            |                            |                            |  |  |                  |                  |                  |  |  |                |                |                |
|  | Luverdense       | 0                | 0                | Vila Nova     | 0 | 0 (3)                      |                            |                            |  |  |                  |                  |                  |  |  |                |                |                |
|  |                  |                  |                  |               | 0 | 0 (3)                      |                            |                            |  |  |                  |                  |                  |  |  |                |                |                |
|  |                  | Gama (p.)        | 0                | 0 (4)         |   |                            |                            |                            |  |  |                  |                  |                  |  |  |                |                |                |
|  | Interporto       | Gama (p.)        | 0                | 0 (4)         | 1 | 0                          |                            |                            |  |  |                  |                  |                  |  |  |                |                |                |
|  | Interporto       |                  |                  |               | 1 | 0                          |                            |                            |  |  |                  |                  |                  |  |  |                |                |                |
|  | Gama             | 1                | 3                |               |   |                            |                            |                            |  |  |                  |                  |                  |  |  |                |                |                |

### Final
| 3 de mayo de 2016 | Paysandu                             | 2:0 (1:0) | Gama | Estadio Mangueirão, Belém                                   |                                                             |
|                   | Celsinho 9' · Leandro Cearense 90+4' | Reporte   |      | Asistencia: 24.160 espectadores Árbitro(s): Alisson Furtado | Asistencia: 24.160 espectadores Árbitro(s): Alisson Furtado |

| 10 de mayo de 2016 | Gama                           | 2:1 (0:1) | Paysandu | Estadio Bezerrão, Brasilia           |                                      |
|                    | Rafael Grampola 73' 79' (pen.) | Reporte   | Raí 2'   | Árbitro(s): Elmo Alves Resende Cunha | Árbitro(s): Elmo Alves Resende Cunha |

| Bandera del estado de Pará |
| Campeón                    |
| Paysandu 1.er título       |